# Kościół św. Grzegorza Wielkiego w Krakowie
Kościół św. Grzegorza Wielkiego – zabytkowy rzymskokatolicki kościół parafialny znajdujący się w Krakowie, w dzielnicy XVIII Nowa Huta przy ul. Jeziorko 40, w Ruszczy.
Fundację pierwotnego romańskiego kościoła przypisuje się Jaksie Gryficie. Najstarsza wzmianka o tym fakcie pochodzi z 1222. Obecna świątynia pochodzi z fundacji Wierzbięty z Branic, stolnika krakowskiego, a jej budowa trwała w latach 1416–1420.
Kościół jest murowany z cegły z zachowanymi częściowo wzorami z zendrówek, gotycki, orientowany o charakterze obronnym. Prezbiterium dwuprzęsłowe, zamknięte prostą ścianą, nakryte sklepieniem krzyżowo-żebrowym. Od północy posiada gotycką zakrystię, od wschodu na miejscu dawnego Ogrojca i kaplicy grobowej rodu Badenich znajduje się nowa zakrystia wykonana w kształcie rotundy według projektu Adolfa Szyszko-Bohusza w 1925. Przy nawie głównej od zachodu wznosi się kwadratowa wieża, w której dolną część zostały wmurowane wapienne kostki.
Od 1417 do połowy XVIII wieku kościół był kolegiatą. Przy kościele, przy północnej ścianie, na terenie dawnego przykościelnego cmentarza zachował się grobowiec rodziny Popielów, ostatnich właścicieli Ruszczy. Przy ścianie południowej znajduje się grobowiec poprzednich właścicieli, Badenich.

## Wnętrze

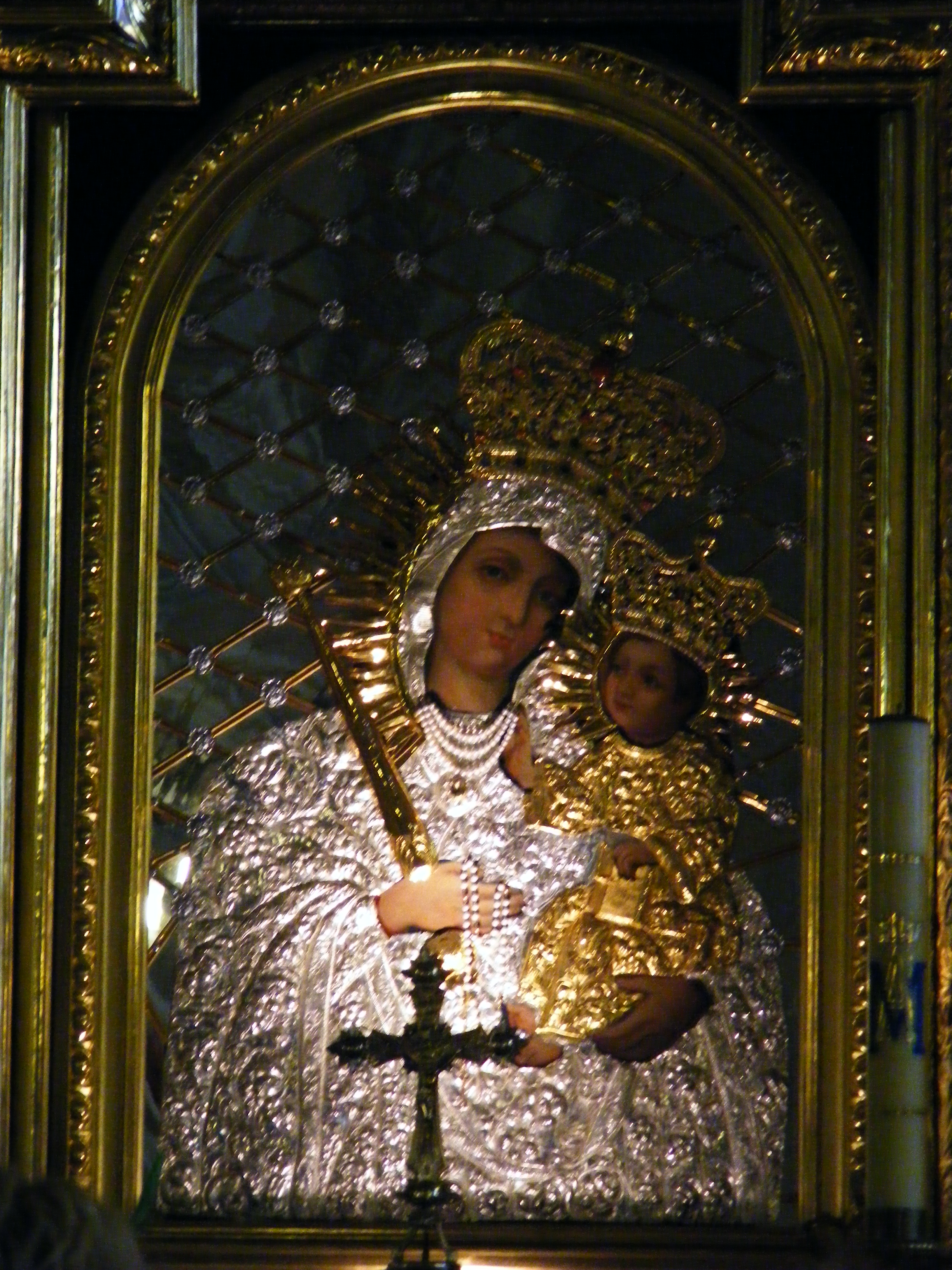
Wizerunek Matki Boskiej z Dzieciątkiem oraz krucyfiks

W barokowym ołtarzu głównym pochodzącym z 1 połowy XVII wieku znajduje się kopia rzymskiego obrazu Św. Grzegorza autorstwa Annibale Carracciego, namalowana najprawdopodobniej ok. 1664 – tym cenniejsza, iż rzymski oryginał z kościoła San Gregorio Magno uległ zniszczeniu. Tabernakulum hebanowe z alabastrowymi kolumienkami oraz płytkami mozaikowymi przedstawiającymi barokowe pejzaże pochodzi z ok. 1700 i niewykluczone, że zostało przerobione z pałacowego sekretarzyka.
W dwóch bocznych barokowych ołtarzach znajdują się wizerunek Matki Boskiej z Dzieciątkiem oraz krucyfiks z 2 połowy XVII wieku.
Po lewej stronie ołtarza głównego została wmurowana w ścianę kamienna płyta nagrobna fundatora kościoła Wierzbięty z Branic przedstawiająca klęczącego ze złożonymi do modlitwy dłońmi zakutego w zbroję rycerza, u jego stóp znajduje się tarcza z herbem Gryf. Drewniane unikalne epitafium z wyobrażeniem fundatora znajduje się dzisiaj w zbiorach Muzeum Narodowego w Krakowie.
Po prawej stronie ołtarza znajduje się pamiątkowa płyta pochodząca z 1922 upamiętniająca wizytację kościoła dokonaną 11 września 1918 przez kardynała Adama Stefana Sapiehę w towarzystwie wizytatora apostolskiego na Polskę, następnie nuncjusza papieskiego kardynała Achille Rattiego (późniejszego papieża Piusa XI).
W latach 2000–2005 kościół przeszedł gruntowną konserwację finansowaną między innymi przez Społeczny Komitet Odnowy Zabytków Krakowa. W trakcie prac odkryto na bocznej ścianie prezbiterium średniowieczną polichromię z przedstawieniem uczty eucharystycznej oraz fragmenty renesansowych ornamentów roślinnych. Pozostała dekoracja malarska kościoła wyszła spod pędzla Józefa Dutkiewicza w latach 50. XX wieku.

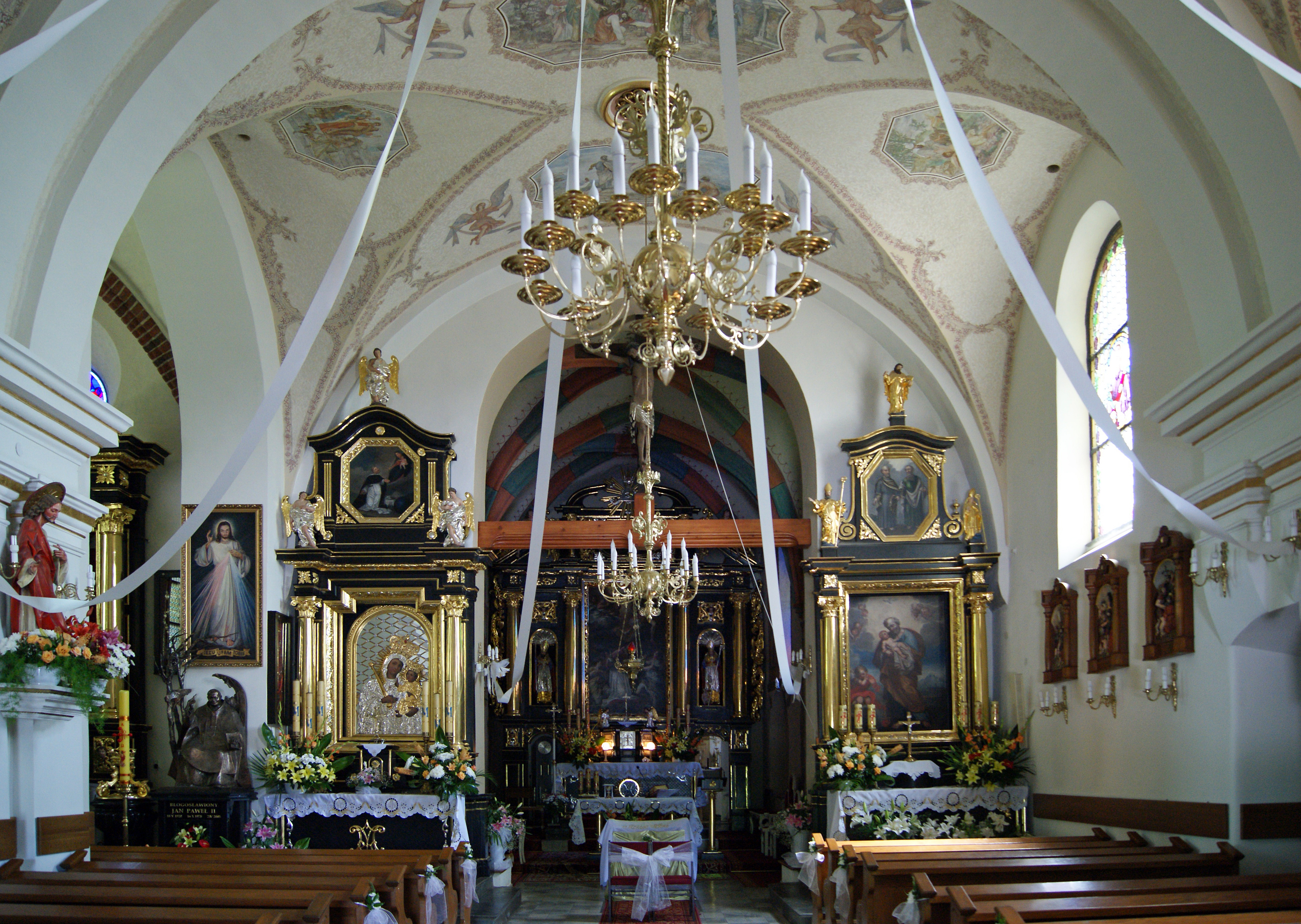
Wnętrze kościoła